# Pinaise fiction
Pinaise fiction est le dix-huitième épisode de la vingt-quatrième saison de la série télévisée Les Simpson et le 526e épisode de la série. Il est diffusé pour la première fois le 28 avril 2013.

## Synopsis
Après que le canapé ait été endommagé lors de la scène "gag du canapé", la famille en commande un autre en provenance de New-York. Lorsque le canapé arrive enfin, il est infesté de punaises de lit qui envahissent bientôt la ville. Lovejoy qui ne peut pas obtenir l'attention de ces concitoyens est alors remplacé par un autre pasteur Elijah Hooper qui éblouit tout le monde avec ses références culturelles. Mais quand Homer est nommé diacre de l'église, il n'a plus du tout de temps à consacrer à son fils Bart et ce dernier se tourne vers Flanders dans l'espoir de faire revenir Lovejoy qui dans un premier temps, refuse étant donné qu'il apprécie son nouveau travail de vendeur de jacuzzis. Marge, elle, a  par erreur reçu un costume de Krusty au lieu de sa robe de mariée pendant que les vêtements étaient désinfectés et Lisa l'aide à le retrouver.
Une farce de Bart permet de destituer Hooper de son statut et de faire revenir Lovejoy.